# Jožef Iskrač
Jožef Iskrač - Frankolski, slovenski posestnik in književnik, * (?) 1836, Frankolovo, † 4. julij 1900, Razdelj. 

## Življenje in delo
Iskrač je v Celju dokončal 4 razrede gimnazije in se potem, ker ni bilo dovolj sredstev za študiranje, najprej lotil kmetovanja v Črešnjicah pri Vojniku, postal nato mlinar v Špitaliču pri Konjicah, kjer je bil nekaj časa tudi župan, nazadnje pa je bil posestnik v Razdelju. Leta 1859 je začel objavljati v raznih listih (s pravim imenom) narodne pravljice in pripovedke, med katerimi je bila včasih tudi kakšna njegova pesem. Njegovo največje delo je epska pesnitev v 15 spevih Veronika Deseniška (1863), izšla (s psevdonimom Frankolski) v Janežičevem Cvetju iz domačih in tujih logov.(COBISS) S srečno roko si je sicer izbral snov, a ni mogel prav dvigniti poetičnih zakladov njene globoke tragike ter je snov opletel z romantično čudovitimi dogodki. Pozneje je priobčil še epsko pesnitev Petrovska Mati božja.